# Protosphargis
Protosphargis veronensis
Genre
Espèce
Protosphargis est un genre fossile de tortues marines ayant vécu durant le Crétacé supérieur dans ce qui est actuellement l'Italie. Une seule espèce est connue, Protosphargis veronensis, décrite en 1884 par Giovanni Capellini,.

## Étymologie
L'épithète spécifique, veronensis, composée de veron[e] et du suffixe latin -ensis, « qui vit dans, qui habite », lui a été donnée en référence à la province de Vérone où les restes ont été découverts.

## Publication originale
- (it) G. Capellini, « El Chelonio veronese (Protosphargis veronensis, Cap.) scoperto nel 1852 nel Cretaceo superiore presso Sant'Anna di Alfaedo in Valpolicella », Bollettino del R. Comitato geologico d'Italia, Florence, Inconnu, vol. 15,‎ 1884, p. 277-279 (lire en ligne).